# Лімер
Лімер (XXVI ст. до н. е.) — 5-й володар Першого царства Марі.

## Життєпис
Спадкував царю Зізі. Можливо до сходження на трон був жерцем (гудугом). Або отримав цей сан додаткового до царського титулу. також висувається версія, що Лімер за аналогом Ебли спробував перетворити совб державу на теократію, поєднавши світську і жрецьку владу.
Відомо, що панував 30 років. Відома його невдала війна з Еблою, але якихось побробиць про це невідомо. Йому спадкував Шаррум-ітер.